# Hieng
Hieng je priimek v Sloveniji, ki ga je po podatkih Statističnega urada Republike Slovenije na dan 1. januarja 2010 uporabljalo 15  oseb.  

## Znani nosilci priimka
- Aleš Hieng - Zergon (*1984), zvočni umetnik (mdr. z Ido Hiršenfelder)
- Andrej Hieng (1925—2000), pisatelj, dramatik, scenarist, režiser, dramaturg, izr. član SAZU
- Barbara Hieng Samobor (*1961), gledališka režiserka in dramturginja
- Breda Hieng (r. Gostič), (1934—1999), igralka, radijska napovedovalka
- Janez Hieng (1920-2017), brat Andreja
- Katarina Marinčič (r. Hieng) (*1968), pisateljica
- Primož Hieng (*1956), novinar, urednik, pisatelj, etnografski publicist in fotograf
- Saša Hieng (1942-1995), zdravnik stomatolog?
- Žiga Hieng, menedžer